# Encyklopedie

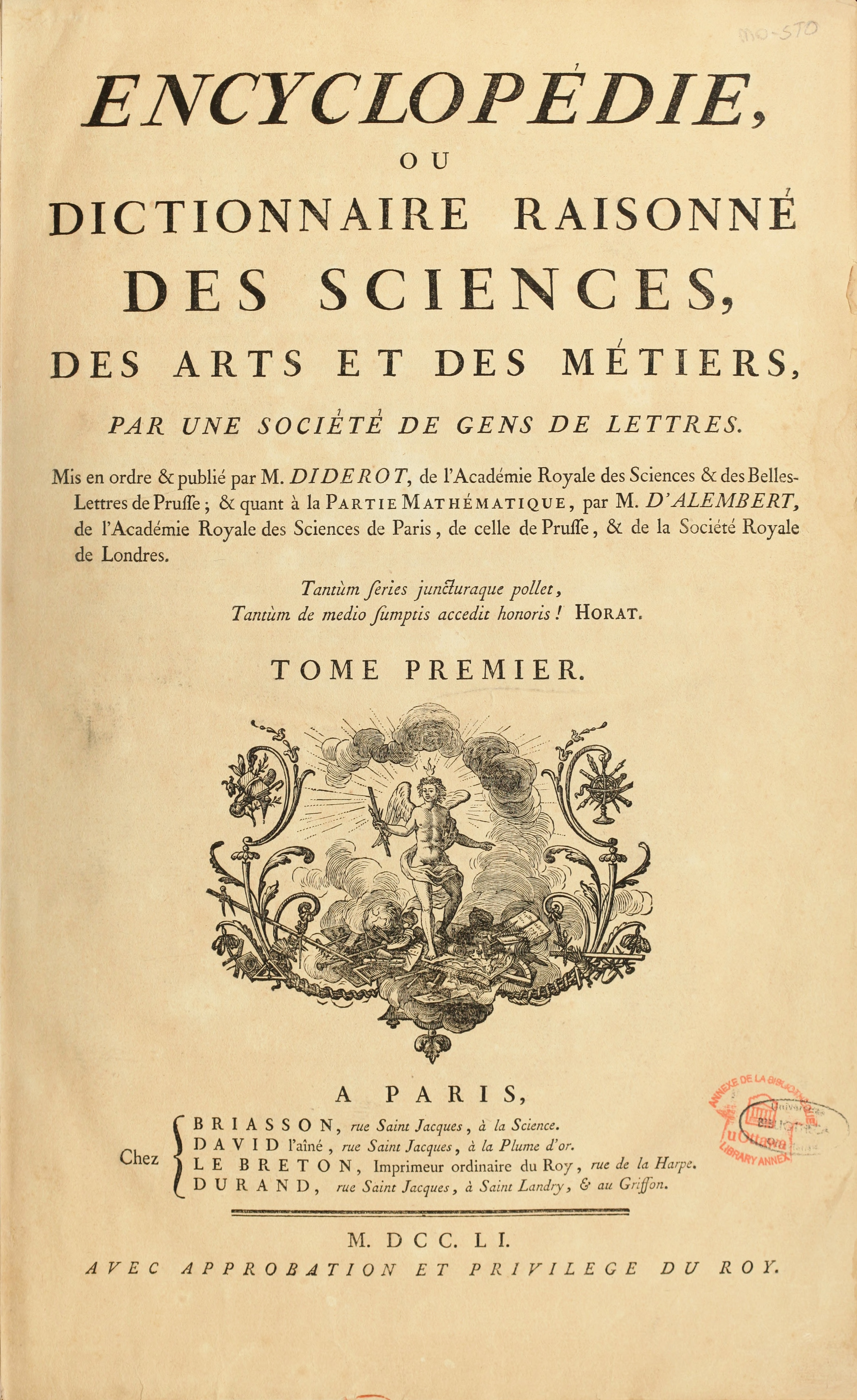
Titulní list prvního dílu Diderotovy Encyklopedie (1751)

Encyklopedie (řecky ἐγκύκλιος enkyklios okružní + παιδεία paideia výchova) je strukturované, zpravidla objemné dílo, které se pokouší představit lidské poznání týkající se jednoho, více, anebo všech oborů. Řeckého pojmu έγκυκλοπαιδεἰα (enkyklopaideia) poprvé užil v 5. století př. n. l. Hippias z Elidy, který jim označoval všeobecné vzdělání.

## Obecná charakteristika
Encyklopedie je specifický druh slovníku, jde o naučný slovník, a jeho hesla (encyklopedická hesla) mohou být tedy řazena různými způsoby. Některé encyklopedie jsou tedy řazeny abecedně, jiné tematicky. Samostatnou kapitolou jsou elektronické encyklopedie (potažmo internetové encyklopedie), u kterých mnohdy ani nemá otázka řazení hesel příliš smysl.
Na rozdíl od výkladového slovníku, který přináší stručnou definici hesla, se encyklopedie snaží přiblížit předmět hlouběji a podrobněji. Encyklopedický text může být také lépe strukturován a přinést pro čtenáře dostatečnou informaci o daném tématu hesla, doplněnou o ilustrace, mapy, přehledy, grafy, bibliografii apod. Také zpravidla často odkazuje na související hesla.
Encyklopedii lze definovat pomocí čtyř základních vlastností: jejího předmětu, účelu, metody či členění a proces vzniku.[zdroj?]
1. Předmět: Tematika encyklopedie může být obecná. Ty obsahují hesla z různých oborů (Ottův slovník naučný, Encyclopædia Britannica apod.), nebo se mohou specializovat na určitý obor či okruh hesel (např. filozofický slovník, slovník lékařství apod.), či na určitou zeměpisnou či kulturní oblast (např. o určité zemi, náboženství apod.).
2. Určení: Encyklopedická díla mají za cíl přinést důležité shromážděné poznání z určitého oboru; v tomto smyslu se liší podrobností a záběrem. Účel díla může ovlivnit i cílový okruh čtenářů; dětské encyklopedie se s tématem vypořádávají jinak než všeobecné encyklopedie či odborné slovníky.
3. Řazení: Historicky existují dva rozdílné způsoby organizace tištěných encyklopedií: abecední řazení a tematické řazení. Moderní elektronické encyklopedie obvykle spojují obě metody, krom toho umožňují rychlé vyhledávání díky indexaci a křížovým odkazům.
4. Metoda vzniku: Encyklopedická díla se také liší ve volbě svých autorů a editorů, způsobu shromažďování, ověřování a sepisování jednotlivých hesel. Autoři encyklopedického díla mohou být renomovanými odborníky v daných oborech, jiné moderní encyklopedie jsou tvořeny a ověřovány mnohem širším okruhem autorů. Velmi volný přístup praktikují otevřené encyklopedie, mezi nimi zejména Wikipedie.

## Vývoj encyklopedií (příklady)

### Přechůdci moderních encyklopedií
Idea encyklopedie je velmi stará – pochází ze starověkého Řecka (tzv. „zaokrouhlené vzdělání“ – enkyklios paideia). Římané tento pedagogický koncept přejímali a v dílech různých myslitelů (např. Varro, Martianus Capella) postupně vykrystalizoval ve svobodná umění (septem artes liberales). Toto přejal i středověk. V raném středověku sestavil nejvýznamnější encyklopedii neznámý autor (patrně jediný) v Byzantské říši. Nazývala se Suda, vznikla v 10. století, měla 30 000 záznamů a šlo o výpisky ze starověké antické literatury a starších slovníků. Suda nesplnila ovšem v dějinách až tolik svou encyklopedickou funkci, jako spíše zachovala fragmenty mnoha starořeckých děl, které se později zcela ztratily. Na západě byli důležitými encyklopedisty Cassiodorus, Isidor ze Sevilly, Beda Ctihodný či Rabanus Maurus, ve vrcholném středověku to byli např. Thierry ze Chartres, Alexander Neckam či Vincent z Beauvais.

### Francouzská a britská Encyklopedie
V renesanci a zvláště v éře osvícenství se touha popsat co nejlépe a nejdetailněji okolní svět objevila znovu. Proto se rozvíjely vědy (zvláště přírodní vědy) a vznikaly první novodobé encyklopedie. Jejich cílem bylo shrnout dosavadní lidské vědění a podat celkový obraz úsilí lidského ducha. První velkou encyklopedií byla Encyklopedie aneb Racionální slovník věd, umění a řemesel (Dictionnaire raisonné des sciences, des arts et des métiers) vydávaná v letech 1751–1772. Byla sestavena Denisem Diderotem a jeho spolupracovníky, kterými byli například Jean-Jacques Rousseau, Jean d'Alembert, Voltaire, Charles Louis Montesquieu, Étienne Bonnot de Condillac, Claude-Adrien Helvétius či Paul Heinrich Dietrich von Holbach. Nejvíc článků (téměř čtvrtinu Encyklopedie) ovšem napsal méně známý Louis de Jaucourt. Encyklopedie vznikla na základě osvícenského racionalismu. Dohromady měla 28 svazků. Protože byla potenciálně nebezpečná pro šlechtu i církev, církev ji zařadila (jako celek) na Index zakázaných knih.
V letech 1768–1771 vyšla v Edinburghu ve třech svazcích Encyclopædia Britannica. V roce 1901 práva na vydávání Britannicy koupili američtí podnikatelé a rozhodli se pro velkorysé řešení. V roce 1911 tak vyšlo najednou 29 svazků 11. vydání, což z Britannicy udělalo největší tištěnou encyklopedii všech dob. K roku 1985 již měla 32 svazků. Od roku 2012 již nevycházejí nová tištěná vydání a aktualizace probíhají výhradně na internetu.

### Ottův slovník naučný
Prvními českými encyklopedisty osvícenské epochy byli František Martin Pelcl a Bohumír Jan Dlabač. Prvním velkým českým encyklopedickým projektem byl Riegrův slovník naučný (14 dílů publikovaných v letech 1860–1874). Na dlouhou dobu největším projektem se však stal Ottův slovník naučný. Vycházel v letech 1888–1909. Měl 27 řádných svazků a jeden svazek doplňkový. Obsahují 185 869 hesel. Obvykle se uvádí, že šlo o druhou nejrozsáhlejší tištěnou encyklopedii po Britannice. Projekt spustil český knihovník a nakladatel Jan Otto, odtud název. Prvním hlavním editorem byl Jakub Malý, po jeho smrti se funkce ujal Tomáš Garrigue Masaryk. Na tvorbě se podílelo  1086 odborníků ze všech oborů.

### Wikipedie
Revoluci v dějinách encyklopedismu způsobil internet a především založení největší otevřené encyklopedie světa, Wikipedie. Byla spuštěna 15. ledna 2001, jejími tvůrci byli Američané Jimmy Wales a Larry Sanger. Navzdory pochybnostem o budoucnosti encyklopedie, do níž může přispívat každý bez ohledu na své vzdělání a kompetenci, se Wikipedie poměrně rychle stala největším encyklopedickým projektem lidských dějin. V lednu 2021 již měla více než 55,5 milionu článků ve více než 300 různých jazycích. Česká Wikipedie se stala největší českou encyklopedií co do počtu článků již v roce 2011. O kvalitě Wikipedie a rozdílu mezi ní a encyklopediemi klasickými se široce diskutuje.